# Almost Easy
«Almost Easy» es una canción de la banda de heavy metal estadounidense Avenged Sevenfold. La canción aparece en su álbum homónimo, donde es el primer sencillo de dicho álbum, lanzado en la radio de rock establecida. La canción tuvo su premier en un concierto en Indonesia.

## Lanzamiento
La canción oficialmente fue lanzada el 18 de septiembre de 2007 por tiendas de música en línea como iTunes.
Esta canción pertenece a la banda sonora de Need for Speed: ProStreet, de Guitar Hero III: Legends of Rock (como canción descargable) y también de la película Transformers: la venganza de los caídos.
La canción tuvo su premier en Yakarta y Singapur durante el Viaje al Sudeste asiático de 2007 de Avenged Sevenfold. Los vídeos de la presentación en Singapur pueden ser encontrados en YouTube.
También es encontrada en el Rockband 2 Como canción de la lista principal.

## Video musical
La banda lanzó el vídeo  "Almost Easy" bajo la dirección de P.R. Brown . El vídeo debutó en FUSE el 24 de septiembre de 2007 y en MTV2 el 1 de octubre de 2007. 
El vídeo muestra una tierra vacía y estéril, mientras la banda aparece entre las llamas. Mientras M. Shadows canta aparece una muchedumbre caminando como zombis, llegan a un agujero grande y profundo donde está tocando Avenged Sevenfold, en lo que solo se puede definir como el Infierno. Efectos especiales muestran algunas partes donde la gente tiene solo el cráneo y no la cara.  Al final del vídeo, cuando la última persona salta al agujero, la cámara reduce con el zum de la banda, mostrando que donde había saltado la gente era en realidad el ojo del deathbat.
El significado para la canción es querer que alguien vuelva, aún sabiendo que las circunstancias para que la persona vuelva no son nada fáciles.

## Posición en listas
| listado (2007)      | posición |
| ------------------- | -------- |
| UK Singles posición | 67       |